# Coupe Memorial 2005
 (août 2023).
Les normes d'accessibilité du Web doivent être respectées sur les articles liés au hockey sur glace.
Les articles possédant ce bandeau sont listés dans la catégorie:Article hockey sur glace non accessible.
Les points d'amélioration suivants sont les cas les plus fréquents :
- Tableaux de données : utiliser les modèles préformatés déjà disponibles ou consulter l'aide ;
- Listes à puces : les listes à puces sont créées grâces aux astérisques. Il ne doit pas y avoir de ligne vide entre deux astérisques ;
- Langue : tout changement de langue doit être signalé grâce au modèle {{langue}} ou au paramètrelangue=quand le modèle {{Lien web}} est utilisé dans les références ;
- Alternative textuelle : toute image doit être accompagnée d'une description sommaire (à ne pas confondre avec la légende).

Voir aussi Wikipédia:Atelier accessibilité/Bonnes pratiques.
Nota : ce bandeau ne concerne pas les problèmes d'accessibilité dus aux modèles utilisés.
Navigation
Édition précédente Édition suivante
L'édition 2005 de la Coupe Memorial est présenté du 21 au 29 mai 2005 à London, Ontario. Elle regroupe les champions de chacune des divisions de la Ligue canadienne de hockey, soit la Ligue de hockey junior majeur du Québec (LHJMQ), la Ligue de hockey de l'Ontario (LHO) et la Ligue de hockey de l'Ouest (LHOu).

## Équipes participantes
- L'Océanic de Rimouski représente la Ligue de hockey junior majeur du Québec.
- Les 67 d'Ottawa représente la Ligue de hockey de l'Ontario.
- Les Rockets de Kelowna représente la Ligue de hockey de l'Ouest.
- Les Knights de London de la LHO en tant qu'équipe hôte.

## Classement de la ronde Préliminaire
| Équipe              | PJ | V | D | BP | BC |
| ------------------- | -- | - | - | -- | -- |
| Knights de London   | 3  | 3 | 0 | 13 | 7  |
| Océanic de Rimouski | 3  | 2 | 1 | 11 | 10 |
| 67 d'Ottawa         | 3  | 1 | 2 | 8  | 11 |
| Rockets de Kelowna  | 3  | 0 | 3 | 7  | 11 |

## Effectifs
Voici la liste des joueurs représentant chaque équipe
| Kelowna                  | Kelowna                  | London                   | London                   | Ottawa                    | Ottawa                    | Rimouski                   | Rimouski                   |
| Entraîneur : Jeff Truitt | Entraîneur : Jeff Truitt | Entraîneur : Dale Hunter | Entraîneur : Dale Hunter | Entraîneur : Brian Kilrea | Entraîneur : Brian Kilrea | Entraîneur : Doris Labonté | Entraîneur : Doris Labonté |
| N°                       | Nom                      | N°                       | Nom                      | N°                        | Nom                       | N°                         | Nom                        |
| Gardiens                 | Gardiens                 | Gardiens                 | Gardiens                 | Gardiens                  | Gardiens                  | Gardiens                   | Gardiens                   |
| ------------------------ | ------------------------ | ------------------------ | ------------------------ | ------------------------- | ------------------------- | -------------------------- | -------------------------- |
| 1                        | Mike Wall                | 28                       | Adam Dennis              | 1                         | Anthony Guadagnolo        | 30                         | Cédrick Desjardins         |
| 30                       | Kristrofer Westblom      | 37                       | Gerald Coleman           | 30                        | Danny Battochio           | 37                         | Jean-Michel Filiatrault    |
| 31                       | Derek Yeomans            |                          |                          | 45                        | Matthew Spezza            | 38                         | Scott Fraser               |
| Défenseurs               | Défenseurs               | Défenseurs               | Défenseurs               | Défenseurs                | Défenseurs                | Défenseurs                 | Défenseurs                 |
| 2                        | Shea Weber               | 2                        | Frank Rediker            | 2                         | Brodie Beard              | 5                          | Patrick Coulombe           |
| 3                        | Darren Deschamps         | 3                        | Marc Methot              | 3                         | Nick Van Herpt            | 10                         | Michal Sersen              |
| 4                        | Mike Card                | 4                        | Matt McCready            | 4                         | Will Colbert              | 16                         | Érick Tremblay             |
| 6                        | Kevin Reinholt           | 16                       | Steve Ferry              | 5                         | David Jarram              | 17                         | Jean-Michel Bolduc         |
| 7                        | Joe Colin                | 25                       | Danny Syvret             | 6                         | Brad Staubitz             | 18                         | Jamie Blom                 |
| 25                       | Liam Couture             | 27                       | Ryan Martinelli          | 22                        | Robbie Lawrance           | 20                         | Mario Scalzo               |
| 27                       | Brett Palin              | 52                       | Jeff Whitfield           | 77                        | Derek Joslin              | 25                         | François Bolduc            |
| 28                       | Kyle Cumiskey            | 55                       | Dan Girardi              | 85                        | Elgin Reid                | 54                         | Graham Bona                |
|                          |                          | 74                       | Bryan Rodney             |                           |                           |                            |                            |
| Attaquants               | Attaquants               | Attaquants               | Attaquants               | Attaquants                | Attaquants                | Attaquants                 | Attaquants                 |
| 8                        | Tyler Mosienko           | 7                        | Drew Larman              | 8                         | Matt Lahey                | 8                          | Danny Stewart              |
| 9                        | Chris Ray                | 10                       | Josh Beaulieu            | 9                         | Chris Hulit               | 15                         | Dany Roussin               |
| 10                       | Lauris Darzins           | 11                       | Trevor Kell              | 12                        | Thomas Kiriakou           | 19                         | Mark Tobin                 |
| 12                       | Kirt Hill                | 17                       | Rob Drummond             | 17                        | Bryan Bickell             | 21                         | Benoit Arsenault           |
| 14                       | Blake Comeau             | 23                       | Kelly Thomson            | 19                        | Jakub Petruzalek          | 23                         | Nicolas Bachand            |
| 15                       | Tyler Spurgeon           | 33                       | Brandon Prust            | 21                        | Pat Ouellette             | 24                         | Sébastien Aspirot          |
| 16                       | Craig Cuthbert           | 44                       | Rob Schremp              | 24                        | Jeremy Akeson             | 26                         | Jean-Sébastien Côté        |
| 17                       | Brent Howarth            | 49                       | Dan Fritsche             | 25                        | Mark Mancari              | 27                         | Pierre-Olivier Landry      |
| 18                       | Clayton Bauer            | 57                       | Jordan Foreman           | 27                        | Julian Talbot             | 28                         | Zbynek Hrdel               |
| 19                       | Justin Keller            | 71                       | Harrison Reed            | 28                        | Brad Bonello              | 29                         | Eric Neilson               |
| 20                       | Gary Sylvester           | 79                       | Dylan Hunter             | 44                        | Jamie VanderVeeken        | 36                         | Sébastien Laferrière       |
| 21                       | Michal Blanar            | 87                       | Adam Perry               | 71                        | Arron Alphonso            | 72                         | Francis Charette           |
| 24                       | Troy Ofukanay            | 91                       | David Bolland            | 83                        | Lukáš Kašpar              | 78                         | Marc-Antoine Pouliot       |
| 29                       | Troy Bodie               | 94                       | Corey Perry              | 88                        | Jamie McGinn              | 87                         | Sidney Crosby              |

## Résultats

### Résultats du tournoi à la ronde
Voici les résultats du tournoi à la ronde pour l'édition 2005 :

## Meilleurs pointeurs
| Joueur               | Équipe   | PJ | B | A | Pts |
| -------------------- | -------- | -- | - | - | --- |
| Sidney Crosby        | Rimouski | 5  | 6 | 5 | 11  |
| Marc-Antoine Pouliot | Rimouski | 5  | 3 | 7 | 10  |
| Dany Roussin         | Rimouski | 5  | 3 | 6 | 9   |
| Mario Scalzo         | Rimouski | 5  | 2 | 7 | 9   |
| Corey Perry          | London   | 4  | 4 | 3 | 7   |
| Patrick Coulombe     | Rimouski | 5  | 2 | 5 | 7   |
| Dan Fritsche         | London   | 4  | 3 | 3 | 6   |
| Rob Schremp          | London   | 4  | 1 | 5 | 6   |
| Danny Syvret         | London   | 4  | 1 | 4 | 5   |
| Dylan Hunter         | London   | 4  | 1 | 4 | 5   |

### Meilleurs gardiens
| Joueur             | Équipe   | PJ | V  | D  | Bl | Moy  | %Arr   |
| ------------------ | -------- | -- | -- | -- | -- | ---- | ------ |
| Adam Dennis        | London   | -- | -- | -- | -- | 1,58 | 93,6 % |
| Kristofer Westblom | Kelowna  | -- | -- | -- | -- | 3,08 | 91,0 % |
| Cédrick Desjardins | Rimouski | -- | -- | -- | -- | 3,69 | 91,4 % |
| Danny Battochio    | Ottawa   | -- | -- | -- | -- | 3,93 | 90,7 % |

## Honneurs individuels
- Trophée Stafford-Smythe (meilleur joueur) : Corey Perry (Knights de London)
- Trophée George-Parsons (meilleur esprit sportif) : Marc-Antoine Pouliot (Océanic de Rimouski)
- Trophée Hap-Emms (meilleur gardien) : Adam Dennis (Knights de London)
- Trophée Ed-Chynoweth (meilleur buteur) : Sidney Crosby (Océanic de Rimouski)

Équipe d'étoiles :
- Gardien : Adam Dennis (Knights de London)
- Défenseurs : Danny Syvret (Knights de London) — Mario Scalzo (Océanic de Rimouski)
- Attaquants : Corey Perry (Knights de London) — Dan Fritsche (Knights de London) — Sidney Crosby (Océanic de Rimouski)